# Río Albarregas (Venezuela)
El Albarregas es un importante río andino ubicado en el estado Mérida de Venezuela. 
El río posee una cuenca de 112,33 km², siendo a su vez parte de la cuenca del río Chama, al ser su principal afluente, uniéndose al mismo en la ciudad de Mérida donde sus alrededores se han constituido como un parque.
El río de origen glacial, nace a 4.240 m s. n. m. en la laguna Albarregas, ubicada dentro de la Sierra La Culata de la Cordillera de Mérida y posee un longitud de 25 km que recorre por la vertiente derecha del río Chama uniéndose al mismo a 1100 m s. n. m. luego de atravesar la meseta en donde se enclava la ciudad de Mérida, dividiéndola en dos partes conocidas como la Banda occidental y La Otra Banda.